# Robert McKee

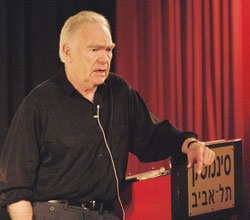
Robert McKee

Robert McKee, é um célebre professor de escrita criativa. Nasceu em 30 de janeiro de 1941, na cidade norte-americana de Detroit, no Estado do Michigan.
Iniciou a sua carreira teatral, com apenas 9 anos, desempenhando o papel principal na peça Martin the Shoemaker. Estudou na Universidade de Michigan, onde concluiu o Bacharelado em Literatura Inglesa.
O livro Story": Substance, Structure, Style and The Principles of Screenwriting, publicado em 1997, tornou-se uma obra de referência sobre a escrita para o ecrã e para o palco... Mckee sublinha a importância da forma e da escrita como elemento basilar da obra cinematográfica.
Em 2000, McKee era um consultor de projeto de filmes e televisão, como a Paramount, a Disney, etc, e o departamento de notícias.